# Битва на Віслі (1341)
Битва на Віслі — битва, що відбулась у січні 1341 року між військами Польського королівства та Галицького князівства, яке підтримували татари.
7 квітня 1340 р. галицько-волинський князь Юрій ІІ Болеслав Тройденович був отруєний місцевими боярами й помер, не залишивши потомства. Польський король, Казимир Великий висунув претензії на спадщину Юрія ІІ, котрий як і Казимир належав до княжої династії П'ястів. Король діяв швидко і вже через дев'ять днів після смерті Юрія Тройденовича розпочав похід на Русь. Галицькі бояри, які виступали проти польських претензій, звернулись за допомогою до Золотої Орди, васалом якої було Галицько-Волинське князівство. У 1340 р. Казимир здійснив два походи на Русі.
Другий набіг зустрів запеклий опір з боку місцевого населення. Разом з татарською підмогою руське військо на чолі з лідером боярської опозиції Дмитром Детьком вторглося в польські землі. В січні 1341 року на річці Вісла відбулась битва проти польського короля Казимира. Польське рицарство не дозволило своїм противникам перетнути річку, але тим не менше під час боїв, за словами Яна з Чарнкува, татарською стрілою був вбитий сандомирський воєвода Миколай Челей. Не зумівши переправитись на лівий берег Вісли, русько-татарські сили відступили до Любліна, та пограбували його околиці.